# Славутин, Евгений Иосифович
Евгений Иосифович Славутин (род. 20 августа 1948, Москва) — театральный режиссёр и педагог, главный режиссёр Студенческого театра МГУ, художественный руководитель и главный режиссёр государственного Театра МОСТ, заслуженный деятель искусств РФ (2005). Историк математики, кандидат физико-математических наук.

## Биография
Окончил механико-математический факультет МГУ (1970), ученик И. Г. Башмаковой. С 1970 по 1991 работал старшим научным сотрудником в Институте истории естествознания и техники Академии наук СССР, автор многочисленных статей по истории математики и монографии «История диофантова анализа от Диофанта до Ферма» (в соавторстве с профессором, доктором физико-математических наук И. Г. Башмаковой). С начала 1970-х годов — руководитель культурологического семинара в МГУ, в котором принимали участие Г. Гачев, А. Жолковский, М. Мамардашвили, В. Библер, Н. Клейман. Выступал с докладами о поэтике Гоголя и Пушкина на научных семинарах под руководством Вяч. Всев. Иванова, В. Н. Топорова и В. С. Библера. Исследователь творчества Шекспира, автор книги «Загадка Гамлета» (в соавторстве с доктором философии, профессором Владимиром Пимоновым).
Режиссурой начал заниматься в годы учёбы на механико-математическом факультете МГУ, создав в 1968 году экспериментальную театральную студию «Комик». В 1980 году коллектив студии вошёл в состав Студенческого театра МГУ — после ухода главного режиссёра Романа Виктюка. В 1983 году Евгений Славутин возглавил Студенческий театр МГУ. С 1997 по 2005 — профессор, художественный руководитель актёрского курса театрального факультета Международного славянского института им. Г. Р. Державина. Художественный руководитель театра МОСТ (Московского открытого студенческого театра) с момента его основания — с 1999 г.
Более двадцати лет Евгений Славутин воплощает на практике авторский курс актёрского мастерства в рамках учебной студии театра МОСТ. Среди учеников Евгения Славутина, начинавших свою творческую жизнь в театре МГУ, — Валдис Пельш, Алексей Кортнев, Ирина Богушевская, Даниил Спиваковский, Максим Галкин, Антон Кукушкин, Евгений Жаринов. Именно спектакли Евгения Славутина дали творческий толчок созданию таких известных музыкальных групп, как «Несчастный случай» и «Оркестр форс-мажорной музыки». Нынешняя труппа театра МОСТ также в основном состоит из актёров, окончивших курс Е. И. Славутина.
Один из первых спектаклей Е. И. Славутина «Счастливый неудачник» по повести Вадима Шефнера получил диплом лауреата за лучшую режиссёрскую работу на Всесоюзном конкурсе любительских театров. Широко популярными в России и за рубежом стали спектакли «Чёрный человек, или Я бедный Сосо Джугашвили» (1988 г.) и кабаре «Синие ночи ЧК» (1989 г.). Спектакль «Синие ночи ЧК» был показан на Эдинбургском фестивале в 1990 г., где получил высокие оценки, а всего он сыгран более 200 раз в городах России, США, Англии, Финляндии, Германии и Чехословакии. На основе авторских программ кабаре совместно с «Авторским телевидением» в 1994—1995 гг. была создана телевизионная программа «Кабаре: Все звезды».
Евгений Славутин — первый режиссёр, который поставил в середине 1980-х произведения Татьяны Толстой, Нины Садур, Виктора Коркии, Венедикта Ерофеева.

## Творчество

### Пьесы
- «Как это было» (по мотивам произведений И.Ильфа и Е.Петрова, в соавторстве с Александром Вилькиным)
- 1969 — «Экспромт» (по мотивам «Версальского экспромта» Ж-Б.Мольера, в соавторстве с Александром Вилькиным)
- 1972 — «Ночь определений» (по мотивам «Сорок первого» Лавренева, в соавторстве с Александром Вилькиным)
- 2003 — «Аэропорт» (при участии Виктора Коркия)
- 2007 — «Сирано» (поэтическая фантазия по мотива пьесы Эдмона Ростана)
- 2013 — «Дорогой бог» (по мотивам романа Эрика-Эммануэля Шмитта «Оскар и Розовая Дама»)
- 2014 — «Маленький лорд Фаунтлерой» (по мотива одноимённого романа Френсис Ходгсон Бернет)

### Режиссёрские работы Е. И. Славутина
«Арифметическая задача», «Юбилей», «Предложение» — спектакли по произведениям А. П. Чехова (1971-75), «Каменный гость» А. С. Пушкина (1973-75), «Версальский экспромт» Жан Батист Мольер (1979), «Удача по скрипке» по одноимённой повести Валерия Алексеева (1980), «Счастливый неудачник» Вадим Шефнер (1981), «А все-таки жаль» Аркадий Арканов (1983), «Косметический ремонт» Галина Соколова (1984), «Синие кони на красной траве» Михаил Шатров (1985), «Чудная баба» Нина Садур (1987), «Дон Гуан» Александр Пушкин (1987), «Альбом» Татьяна Толстая (1987), «Черный человек или Я бедный Сосо Джугашвили» Виктор Коркия (1988) — спектакль был выдвинут на соискание Государственной премии, «Синие ночи ЧК» авторская программа кабаре (1989), «Вальпургиева ночь или шаги командора» Венедикта Ерофеева (1989), «Траектория улитки или Смерть Сталина» Марк Шатуновский (1991), «Честное будущее или Черти, суки, коммунальные козлы» Нина Садур (1992), «Любовь со скелетом» Андрей Яхонтов (1993), «Кабаре 03» психотерапевтическое шоу (1995), «Зал ожиданий» мюзикл по песням Ирины Богушевсой (1995), «Непобедимая Армада» пьеса Лопо де Вега в авторском переводе Виктора Коркия (1996), «Уроки любви» Виктор Коркия, Александр Лаврин (1997), «Я с нею познакомлюсь» ремейк «Каменного гостя» Александра Пушкина (1999), «Проделки Скапена» Жан Батист Мольер (1999), «Троянский вирус» Виктор Коркия (2002), «Аэропорт» мюзикл Евгения ений Славутина (2005), «Сирано» пьеса Евгения Славутина по мотивам пьесы Эдмона Ростана (2008), «Дежавю» по мотивам пьесы Михаила Бермана (2010), «Книга судеб» по рассказам Татьяны Толстой и Веры Инбер (2011), «Дон Кихот: перезагрузка» философская клоунада по мотива поэмы Виктора Коркия (2011), «Есть ли жизнь на Марсе» по произведениям Владимира Войновича и Кира Булычева (2011), «Дорогой бог» по мотивам романа Эрика-Эммануэля Шмитта «Оскар и Розовая Дама» (2013), «Маленький лорд Фаунтлерой» пьеса Евгения Славутина по мотивам одноимённого романа Фрэнсис Ходжсон Бёрнетт (2014), «Каприз Паганини» по мотивам повести Валерия Алексеева «Удача по скрипе» (2016), «Три Ивана» по сказке Андрея Усачева «Иван — коровий сын» (2017). «Вальпургиева ночь» Венедикт Ерофеев, вторая редакция спектакля (2018).."Изобретательная влюбленная" Лоле де Вега, авторский перевод Виктора Коркия (2018), «Уроки любви» Виктор Коркия, Александр Лаврина (2019), «Минька и Лёлька» — музыкальное представление для детей и взрослых, пьеса Евгения Славутина по рассказам Михаила Зощенко (2020). «Мое счастливое детство» пьеса Евгения Славутина по рассказам Александра Раскина (2021)

## Награды и звания
- Заслуженный деятель искусств РФ (2005)[1]

## Книги
- Башмакова И. Г., Славутин Е. И. История диофантова анализа от Диофанта до Ферма. — М.: Наука, 1984. — 256 с.
- Башмакова И., Гнеденко Б., Кузичева З., Медведев Ф. Ожигова Е., Паршин А., Рудаков А., Славутин Е., Шейнин О., Юшкевич А. П. Математика XIX века. / Под ред. А. П. Юшкевича и А. Колмогорова. — М.: Наука, 1978. — 255 с. — Тираж: 10150 экз.
- Пимонов В., Славутин Е. Загадка Гамлета — М: Москоу Интернейшнл Паблишерз, 2001. — 256 с. — ISBN 5-900628-11-6.
- Славутин Е. Числовые построения в поэтике Пушкина (в соавторстве с Пимоновым В.) // XXII Пуришевские чтения. Международная конференция: История идей в жанровой истории, Москва, МПГУ 2010, с. 206—209. — ISBN 978-5-904729-02-8
- Славутин Е. Числовой код Пушкина (в соавторстве с Пимоновым В.) // Вестник Европы, № 28, 2010.
- Славутин Е. Какое на дворе тысячелетье //В кн.: Ростан Эдмон. Сирано де Бержерак: четыре перевода. Составление А. Григорьева. — Ярославль: «Северный край», 2009. С.692-701.
- М. Чехов. «О любви в нашей профессии» (предисловие Е. Славутина). http://www.teatrmost.ru/articles/stati-e-i-slavutina/1292/
- Славутин Е. Загадка мифа об Эдипе (в соавторстве с Пимоновым В.) // Вестник Европы, № 29, 2010 (https://web.archive.org/web/20110116100556/http://vestnik-evropy.squarespace.com/all-articles/2010/12/25/967727237022.html ).
- Славутин Е. К вопросу о структуре сюжета (в соавторстве с Пимоновым В.) // Вестник Литературного института им. А. М. Горького (гуманитарные и общественные науки), № 2, 2012(https://web.archive.org/web/20131023055748/http://litinstitut.ru/uploads/Vestnik/vestnikli_2-12.pdf).
- Славутин Е. К вопросу о профетической структуре художественного текста (в соавторстве с Пимоновым В.) // Вестник Литературного института им. А. М. Горького (гуманитарные и общественные науки), № 1, 2013 (https://web.archive.org/web/20131023060833/http://litinstitut.ru/uploads/Vestnik/vli_1_2013.pdf).
- Славутин Е. Проблема происхождения языка в свете семиотики Часть I — On the Origin of Language in a Semiotic Light. Part I (в соавторстве с Пимоновым В.) http://www.teatrmost.ru/articles/stati-e-i-slavutina/1287/
- Славутин Е. Проблема происхождения языка в свете семиотики. Часть II — On the Origin of Language in a Semiotic Light. Part II (с в соавторстве с Пимоновым В.) http://www.teatrmost.ru/articles/stati-e-i-slavutina/1288/
- Славутин Е., Пимонов В. Проблема происхождения языка в философско-семиотическом аспекте. // Вестник Московского городского педагогического университета. Серия «Философские науки», № 2 (10), 2014, с.46-55. https://web.archive.org/web/20150418213325/http://www.mgpu.ru/materials/38/38168.pdf
- Славутин Е., Пимонов В. Структура мифа о Нарциссе // Всемирная литература в контексте культуры: Сборник статей и материалов по итогам XXVI Пуришевских чтений / Отв ред. М. И. Никола: М.: МПГУ, 2014. — С. 118—120.
- Славутин Е., Пимонов В. Скрытый шекспировский мотив в картине В. А. Серова «Портрет М. Н. Ермоловой (1905)» // Шекспир в контексте мировой художественной литературы. Материалы Международноц научной конфененции XXVI Пуришевские чтения. МГПУ, Москва 2014 — С. 71-72.
- Славутин Е., Пимонов В. «Портрет Дориана Грея» О.Уайльда: структура сюжета // Известия Самарского научного центра Российской академии наук. Социальные гуманитарные, медико-биологические науки. Том 18, номер 1(2), 2016. — С. 240—245. http://www.ssc.smr.ru/media/journals/izvestia_hum/2016/2016_1_240_246.pdf
- Славутин Е., Пимонов В. Инверсия субъекта и объекта наблюдения в живрписном и литературном сюжете // Природа в русской и зарубежной литературе и культуре. Сборник трудов. Москва Самара 2017. — С.185-194.
- Славутин Е., Пимонов В. Как всё-таки сделана «Шинель» Гоголя // Известия Самарского научного центра Российской академии наук. Социальные гуманитарные, медико-биологические науки. Том 19, № 3, 2017. — С. 116—120. http://www.ssc.smr.ru/media/journals/izvestia_hum/2017/2017_3_116_120.pdf
- Славутин Е. И. Инновационный подход к актёрским тренингам в Театре МОСТ: новый взгляд на систему Станиславского в XXI веке // Театр и Университет в XXI веке: тезисы докладов ХII Всемирного конгресса Международной ассоциации университетских театров (Россия, Москва, 20-24 августа 2018 г.) / под ред. А. В. Сафронихина. Москва: ООО «Адмирал Принт», 2018. 188 с.
- Славутин Е., Пимонов В. Структура сюжета. — М.: Наука, 2018. — 172 с.
- Славутин Е., Пимонов В. Загадка Гамлета. — 2-е изд., перераб. и доп. — М.: ФЛИНТА, 2019. — 188 с.
- Студенческий театр МГУ
- Московский Открытый студенческий театр (Театр МОСТ)
- Режиссёр Евгений Славутин: Нельзя быть гением и брать за это деньги